# Los Jefferson
Los Jefferson (en inglés: The Jeffersons) es una serie estadounidense perteneciente al género de comedia que fue transmitida por la cadena CBS desde el 18 de enero de 1975 hasta el 2 de julio de 1985, con una duración de 11 temporadas y un total de 253 episodios. Los Jefferson es una de las series más longevas, la segunda serie estadounidense más antigua con un reparto principalmente afroamericano (solo superada en el 2012 por Tyler Perry's House of Payne por un episodio, aunque Los Jefferson poseen más temporadas) y la primera serie de comedia protagonizada por una pareja interracial casada.

## Espectáculo
El programa se centra en George y Louise Jefferson, una próspera pareja de afroamericanos que han podido mudarse de Queens a Manhattan debido al éxito de la cadena de tintorería de George. El espectáculo fue lanzado como la segunda serie derivada de All in the Family, en la que los Jefferson habían sido los vecinos de Archie y Edith Bunker. El espectáculo fue la creación de Norman Lear. Los Jefferson finalmente evolucionaron en una comedia de situación tradicional, pero hicieron referencia a cuestiones tales como el alcoholismo, racismo, suicidio, control de armas, ser transgénero y el analfabetismo de adultos. Los epítetos "nigger" (negrata) y "honky" se usaban ocasionalmente, especialmente durante las primeras temporadas.
Los Jefferson tuvieron su propia serie derivada, titulada Checking In. La serie estaba centrada en la ama de llaves de los Jefferson, Florence. Checking In solo duró cuatro episodios, luego de lo cual Florence regresó con Los Jefferson. Los Jefferson también compartieron la continuidad con el programa E/R, que presentó a Lynne Moody, quien hizo una aparición especial en un episodio de Los Jefferson. Sherman Hemsley fue la estrella invitada de George en dos episodios de la serie, que duró una temporada.
La serie finalizó controvertidamente después de que la CBS la cancelara abruptamente sin permitir un final adecuado. Nadie informó al reparto hasta después del segundo episodio de julio de 1985, "Red Robins". El propio Sherman Hemsley dijo que descubrió que habían sido cancelados tras leerlo en el periódico. Sanford, que se enteró de la cancelación a través de su primo que leyó sobre ello en la prensa sensacionalista, ha declarado públicamente que la serie sin un final adecuado fue bastante irrespetuoso por parte de la productora.
El elenco se reunió en una obra teatral basada en la comedia de situación. En el final de la serie en 1996 de The Fresh Prince of Bel-Air, los Jefferson hicieron una aparición especial y compraron la casa de la familia Banks. En un episodio de Tyler Perry's House of Payne en el año 2011, Sherman Hemsley y Marla Gibbs repitieron sus papeles de George Jefferson y Florence Johnston.
En 1985, Hemsley y Sanford hicieron una aparición conjunta especial en la comedia del Canale 5, Grand Hotel, protagonizada por los actores italianos Paolo Villaggio, el dúo de cómicos Franco y Ciccio y también Carmen Russo. Fueron invitados al hotel ficticio y aparecieron dos veces durante el episodio, por un total de cinco minutos. Sus voces fueron dobladas por los actores italianos Enzo Garinei (George) e Isa di Marzio (Louise), que habían doblado a sus personajes en la serie original.[cita requerida]

## Desarrollo de la serie
Louise Jefferson, interpretada por Isabel Sanford, apareció por primera vez en el episodio de All in the Family "Lionel Moves Into the Neighborhood", que se emitió el 2 de marzo de 1971. El episodio, que era el octavo de la serie, se centró en Louise, su hijo Lionel, y su esposo George, que se mudan al lado de Archie y Edith Bunker en la sección de la clase trabajadora de Queens. Lionel, interpretado por Mike Evans, apareció por primera vez en "Meet the Bunkers", el primer episodio de All in the Family.
Norman Lear creó el personaje de George Jefferson específicamente para Hemsley. Lear originalmente tenía la intención de que George apareciera en la primera temporada de la serie; sin embargo, Hemsley estaba protagonizando el musical de Broadway Purlie en ese momento, y Lear decidió posponer la presentación del personaje hasta que Hemsley estuviera disponible. Lear creó el personaje de Henry Jefferson, el hermano menor de George, y reemplazó a George con Henry en los guiones de la serie hasta que Purlie terminó su carrera. Mel Stewart fue elegido como Henry. George fue presentado en el episodio "Henry's Farewell", y Hemsley y Stewart comparten su única escena juntos en sus últimos minutos. El episodio marcó la aparición final de Henry.
George, Louise y Lionel siguieron apareciendo en All in the Family hasta 1975, cuando se estrenó la serie derivada Los Jefferson, también creada por Lear. Los personajes de la prometida birracial de Lionel, Jenny, y su familia, todos los cuales aparecieron por primera vez en el episodio de 1974 de All in the Family, "Lionel's Engagement", también se incluyeron en la nueva serie. Sin embargo, todos los papeles fueron refundidos, con Berlinda Tolbert asumiendo el papel de Jenny, el veterano actor Franklin Cover interpretando a su padre, Tom Willis, cuyo primer nombre fue cambiado de Louis, como lo fue en su primera aparición en AITF, y Roxie Roker como su madre, Helen.

## Argumento

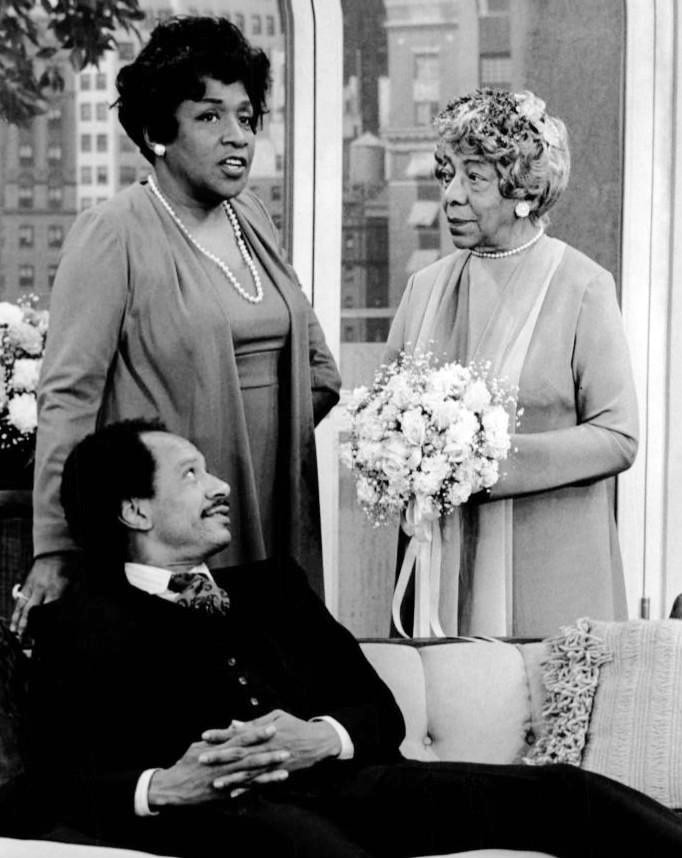
George y Louise con Mamá Jefferson (1976).

Durante el episodio del 11 de enero de 1975 de All in the Family, titulado "Los Jefferson Move Up", Edith Bunker se despidió con lágrimas en los ojos de su vecina Louise Jefferson, cuando su esposo George, su hijo Lionel, y ella se mudaron por un trabajo de la sección de clase en Queens, Nueva York a un apartamento de lujo en Manhattan. Los Jefferson se estrenaron la semana siguiente, el 18 de enero de 1975.
La carrera de George como tintorero comenzó en la primera temporada de All in the Family, en el tercer episodio, "Oh, My Aching Back" (aunque el personaje en sí no apareció en la cámara). Después de que su auto fue chocado en la parte trasera por un autobús, presentó una demanda civil y ganó $3200, suficiente para abrir su primera tienda en Queens. Al comienzo de Los Jefferson, estaba operando cinco tiendas en toda la ciudad de Nueva York, y otras dos se inauguraron durante las siguientes temporadas.
Louise se hizo amiga de Tom y Helen Willis, una pareja interracial con dos hijos adultos propios (a quienes George insultantemente llamaba "cebras"): El hijo Allan (interpretado por Andrew Rubin en la primera temporada, y por Jay Hammer lo largo de la temporada 5), un blanco de paso de la  que abandono la universidad; la hija Jenny, una aspirante a diseñadora de modas. Jenny y Lionel se convirtieron en pareja, se casaron el 24 de diciembre de 1976 y más tarde se convirtieron en padres de una hija, Jessica (interpretada en temporadas posteriores por Ebonie Smith). Lionel y Jenny experimentaron problemas matrimoniales y solicitaron el divorcio en 1985.
Marla Gibbs interpretó el papel de Florence Johnston, la ama de llaves devota y religiosa de los Jefferson. Florence a menudo se burlaba de George, sobre todo por su baja estatura y por su cabello ralo. Paul Benedict llegó interpretando a Harry Bentley, un vecino británico leal, amable, amigable pero un tanto tonto de al lado, que trabajó como intérprete en las Naciones Unidas.
Una broma común del espectáculo era George dando un portazo en la cara de Bentley a mitad de la conversación. Bentley también tenía problemas de espalda, y con frecuencia necesitaba a George para caminar sobre su espalda. También se hizo conocido por dirigirse a Los Jefferson como "el Sr. J" y "la Sra. J". Zara Cully interpretó a la madre de George, Olivia "Mother" Jefferson, quien constantemente menospreciaba a su nuera. Cully, que había aparecido por primera vez en el episodio de 1974 All in the Family, "Lionel's Engagement", repitió su papel. Ella apareció regularmente en las primeras dos temporadas, pero hizo apariciones esporádicas durante los siguientes dos años y fue desechada en la quinta temporada (Cully murió en 1978, de cáncer de pulmón, ningún episodio se centró en la muerte de la Madre Jefferson, pero se mencionó que ella había muerto en la temporada 5). Ned Wertimer interpretó al portero, Ralph Hart, a lo largo de la serie, junto con Danny Wells que interpretó a Charlie el barman.

## Cambios de la serie

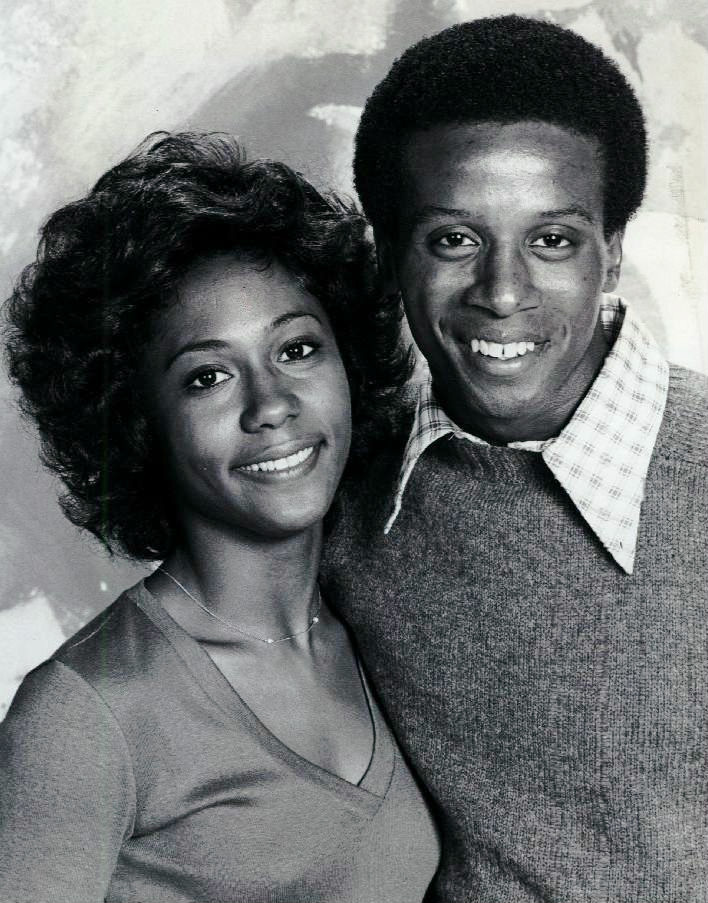
Berlinda Tolbert y Damon Evans como Jenny y Lionel (1976).

Mike Evans ("Lionel") dejó el programa después de la primera temporada; su reemplazo fue Damon Evans (sin relación), quien asumió el papel hasta la mitad de la cuarta temporada. El último episodio de Damon Evans fue "Lionel Gets the Business".
Mike Evans y Tolbert regresaron en la temporada 1979-1980, con el personaje de Tolbert, Jenny, embarazada de una hija llamada Jessica. Sin embargo, Mike Evans apareció en una temporada más, junto con Tolbert. La sexta temporada de los Jefferson alcanzó el puesto número 8 en el verano de 1980. Los personajes de Lionel y Jenny se escribieron diciendo que tenían problemas matrimoniales, y el resultado se convirtió en una historia de dos episodios como la serie 'estreno la octava temporada. En la octava temporada de la serie, esta fue la primera serie de comedia afroamericana en años (desde Sanford and Son) en alcanzar el top 5 (la octava temporada de la serie debutó en el n.º 3).
Evans y Tolbert aparecieron en el episodio de dos partes juntos; Evans también apareció en un episodio durante la novena temporada de la serie en 1982, e hizo su aparición final en dos episodios durante la undécima y última temporada de la serie. Tolbert se convirtió en una estrella invitada habitual durante el resto de la serie. En la primavera de 1981, Paul Benedict dejó el programa durante una temporada y media, regresando en las últimas dos temporadas de la serie. Sin embargo, las clasificaciones se hundieron por debajo de los primeros 30, y Los Jefferson transmitieron su último episodio, "Red Robins", el 2 de julio del año 1985.

## Elenco principal
| Actor/Actriz     | Personaje                 | Temporadas | Temporadas | Temporadas | Temporadas | Temporadas | Temporadas | Temporadas | Temporadas | Temporadas | Temporadas | Temporadas |
| Actor/Actriz     | Personaje                 | 1          | 2          | 3          | 4          | 5          | 6          | 7          | 8          | 9          | 10         | 11         |
| ---------------- | ------------------------- | ---------- | ---------- | ---------- | ---------- | ---------- | ---------- | ---------- | ---------- | ---------- | ---------- | ---------- |
| Isabel Sanford   | Louise Jefferson          | Principal  | Principal  | Principal  | Principal  | Principal  | Principal  | Principal  | Principal  | Principal  | Principal  | Principal  |
| Sherman Hemsley  | George Jefferson          | Principal  | Principal  | Principal  | Principal  | Principal  | Principal  | Principal  | Principal  | Principal  | Principal  | Principal  |
| Mike Evans       | Lionel Jefferson          | Principal  |            |            |            |            | Principal  | Principal  | Recurrente |            |            | Invitado   |
| Damon Evans      | Lionel Jefferson          |            | Principal  | Principal  | Principal  |            |            |            |            |            |            |            |
| Roxie Roker      | Helen Willis              | Principal  | Principal  | Principal  | Principal  | Principal  | Principal  | Principal  | Principal  | Principal  | Principal  | Principal  |
| Franklin Cover   | Thomas "Tom" Willis       | Principal  | Principal  | Principal  | Principal  | Principal  | Principal  | Principal  | Principal  | Principal  | Principal  | Principal  |
| Zara Cully       | Olivia "Mother" Jefferson | Principal  | Principal  | Principal  | Principal  |            |            |            |            |            |            |            |
| Berlinda Tolbert | Jenny Willis Jefferson    | Principal  | Principal  | Principal  | Principal  | Principal  | Principal  | Principal  | Recurrente | Recurrente | Recurrente | Recurrente |
| Paul Benedict    | Harry Bentley             | Principal  | Principal  | Principal  | Principal  | Principal  | Principal  | Principal  | Principal  |            | Principal  | Principal  |
| Marla Gibbs      | Florence Johnston         | Recurrente | Recurrente | Recurrente | Principal  | Principal  | Principal  | Principal  | Principal  | Principal  | Principal  | Principal  |
| Jay Hammer       | Allan Willis              |            |            |            |            | Principal  |            |            |            |            |            |            |
| Ned Wertimer     | Ralph Hart                | Recurrente | Recurrente | Recurrente | Recurrente | Recurrente | Recurrente | Recurrente | Recurrente | Recurrente | Recurrente | Recurrente |
| Danny Wells      | Charlie el barman         | Recurrente | Recurrente | Recurrente | Recurrente | Recurrente | Recurrente | Recurrente | Recurrente | Recurrente | Recurrente | Recurrente |
| Ebonie Smith     | Jessica Jefferson         |            |            |            |            |            |            |            |            |            |            | Recurrente |

### Apariciones especiales destacadas
- Frances Bay
- Johnny Brown
- Barbara Cason
- Charo
- Gary Coleman[4]
- Andrae Crouch
- Sammy Davis, Jr.[12]
- Frank De Vol
- Phyllis Diller (as herself)
- David Dukes
- Famous Amos
- Bernard Fox
- Joe Frazier
- Susie Garrett
- Louis Gossett, Jr.
- Rosie Grier
- Robert Guillaume[12]
- Moses Gunn
- Kene Holliday
- Reggie Jackson
- Victor Kilian
- Lincoln Kilpatrick
- Mabel King
- Gladys Knight
- Peter Lawford (voice)
- Larry Linville
- Carl Lumbly
- Helen Martin
- Edie McClurg
- Garrett Morris
- Greg Morris[12]
- Josephine Premice[31]
- Sheryl Lee Ralph
- Thalmus Rasulala
- Susan Ruttan
- Sister Sledge[32]
- Michael Spinks
- Amzie Strickland
- Ernest Lee Thomas
- Liz Torres
- Donald Trump
- Vernee Watson
- Jaleel White
- Billy Dee Williams[12]
- Hal Williams[33]

## Tema musical
Ja'net Dubois (de Good Times) y Jeff Barry, coescribieron la canción de Los Jefferson, "Movin 'on Up", que fue cantada por Dubois con un coro de gospel. La canción fue cubierta por Sammy Davis, Jr., en 1978.

## Emisión de la historia y calificaciones de Nielsen
Los Jefferson cambiaron su horario de emisión al menos 15 veces durante su duración de 11 años, algo inusual para una serie popular de larga duración. El intervalo de tiempo más común fue el domingo por la noche.
En su primera temporada (1974-75), el programa se clasificó en el número cuatro, superado por su serie para padres All in the Family (que llegó al número uno por quinto año consecutivo). Las clasificaciones del programa para las siguientes dos temporadas lo colocaron en el Top 30, pero durante las temporadas 1977-78 y 1978-79 (la cuarta y quinta temporada del programa), cayó fuera de los primeros 30.
Volvió al Top 10 en 1979-80, y al final de la temporada 1981-82, Los Jefferson terminó tercero en general, solo superado por su compañero en la serie de CBS Dallas y 60 Minutes. Como resultado, la serie se mantuvo entre los Top 20 durante las siguientes dos temporadas.

## Premios y nominaciones

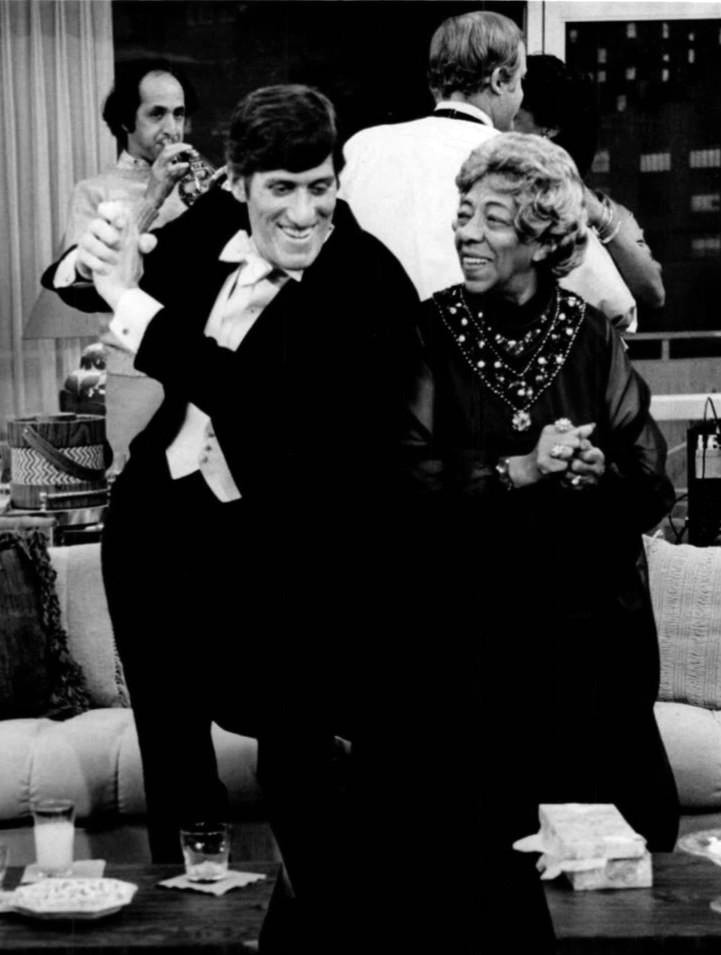
Harry Bentley y Mama Jefferson (1975)

Los Jefferson recibieron 14 nominaciones a los Premios Emmy durante su tiempo en el aire. Marla Gibbs fue nominada a Mejor actriz de reparto en una serie de comedia cada año desde 1981 a 1985. Sherman Hemsley fue nominado a Mejor Actor en 1984. Larry M. Harris ganó el Emmy por Edición de Cinta de Video Sobresaliente para una Serie en el año 1983.
Isabel Sanford fue nominada para siete Emmys consecutivos como mejor actriz, desde 1979 hasta 1985. Su victoria en 1981 la convirtió en la primera actriz afroamericana en ganar un Emmy a la Mejor Actriz en una Serie de Comedia, y la segunda para ganar un Premio Emmy; Gail Fisher, quien interpretó a Peggy en el programa de televisión Mannix, la precedió en 1970. Sanford también recibió cinco de las ocho nominaciones al Globo de Oro que recibió el programa.

## DVD y lanzamientos de Internet
Sony Pictures Home Entertainment lanzó las primeras seis temporadas de Los Jefferson en DVD en la Región 1 entre 2002 y 2007. Estas publicaciones se han suspendido y ahora están agotadas.
El 27 de agosto de 2013, se anunció que Mill Creek Entertainment había adquirido los derechos de varias series de televisión de la biblioteca Sony Pictures, incluida Los Jefferson. Posteriormente reeditaron las dos primeras temporadas en DVD el 20 de mayo de 2014.
El 8 de agosto de 2014, se anunció que Shout! Factory había adquirido los derechos de la serie; posteriormente lanzaron la serie completa en DVD en una colección de 33 discos el 9 de diciembre de 2014.
El 28 de abril de 2015, Shout! lanzó la temporada 7 en DVD en la Región 1. La Temporada 8 fue lanzada el 11 de agosto de 2015.
A partir del año 2016, las once temporadas de Los Jefferson están disponibles para transmisión en línea en la red STARZ.
| DVD Nombre                  | Ep # | Fecha de Lanzamiento                                    |
| --------------------------- | ---- | ------------------------------------------------------- |
| The Complete First Season   | 13   | 6 de agosto de 2002 20 de mayo de 2014 (re-lanzamiento) |
| The Complete Second Season  | 24   | 13 de mayo de 2003 20 de mayo de 2014 (relanzamiento)   |
| The Complete Third Season   | 24   | 12 de abril de 2005                                     |
| The Complete Fourth Season  | 26   | 11 de octubre de 2005                                   |
| The Complete Fifth Season   | 24   | 15 de agosto de 2006                                    |
| The Complete Sixth Season   | 24   | 27 de marzo de 2007                                     |
| The Complete Seventh Season | 20   | 28 de abril de 2015                                     |
| The Complete Eighth Season  | 25   | 11 de agosto de 2015                                    |
| The Complete Series         | 253  | 9 de diciembre de 2014                                  |